# Akdala
La mine d'Akdala est un champ de forages pour l'extraction de l'uranium du sous-sol par lixiviation in situ situés dans le bassin Tchou-Saryssou dans le district de Sozak du Kazakhstan-Méridional, environ à 380 km au nord de Chimkent.
La mine est détenue par une coentreprise kazaco-canadienne dans laquelle la société Uranium One possède 70 % des parts. 
Le gisement d'uranium d'Akdala est estimé par certaines sources à 43,5 millions de tonnes de minerai possédant une teneur de 0,036 % d'uranium, soit 15 660 tonnes  d'uranium pur. D'autres sources l'estime à 14 250 tonnes d'uranium à 0,059 %.

## Histoire
Les forages dans la région débutent en 1961. Le gisement d'uranium d'Akdala est découvert en 1982 avec le gisement de la mine d'uranium de Muyunkum.
Depuis la fin de l'année 2001, le gisement est exploité par lixiviation in situ.
La production industrielle de la mine débute en janvier 2004, après un programme de test d'une usine pilote pendant plus de 2 ans.
Fin 2012, environ 1 500 forages d'extraction et d'injection ont été réalisés sur le site de la mine. Parmi eux, les deux tiers sont encore en opération. En 2012, la mine produit 1 095 tonnes  d'uranium concentré, dont 766 tonnes sont remises à Uranium One.